# Цилиндротомиды

Цилиндротомиды, зеленомошницы (лат. Cylindrotomidae) — небольшое семейство двукрылых насекомых, насчитывающее всего около 115 видов.

## Распространение
Встречаются в Голарктике, Неотропике, Ориентальной области и Австралазии.

## Описание
В основном это большие длинноусые, длиной достигающие 11—16 мм, и от жёлтого до бледно-коричневого окраса. Усики длинные, тонкие и 16-сегментные. Тело, лапки и крылья очень длинные.

## Экология и местообитания
Личинки этих комаров фитофаги, за исключением представителей рода Cylindrotoma, и живут на наземных, полуводных или на водных мхах. Представители Cylindrotoma обитают на различных цветковых растениях. Взрослые живут во влажной лесной местности.

## Палеонтология
Ископаемые цилиндротомиды известны, в частности, из кайнозойских отложений США и Дании. Также найдены в балтийском янтаре.

## Систематика
В мировой фауне насчитывается около 70 видов распределённых по двум семействам
- Cylindrotominae
  - Cylindrotoma Macquart, 1834
  - Diogma Edwards, 1938
  - Liogma Osten Sacken, 1869
  - Phalacrocera Schiner, 1863
  - Triogma Schiner, 1863
- Stibadocerinae
  - Stibadocera Enderlein, 1912
  - Stibadocerella Brunetti, 1918
  - Stibadocerina Alexander, 1929
  - Stibadocerodes Alexander, 1928